# Alojzy Stolpe (Pianist)
Alojzy Stolpe (* 1784; † 30. Mai 1824 in Warschau) war ein polnischer Pianist, Musikpädagoge und Komponist.
Stolpe unterrichtete von 1809 bis 1812 Musik am Piaristenkonvent in Warschau. Er gab daneben auch privaten Klavierunterricht und trat in Konzerten auf. 1818 erstellte er mit seinem Bruder Antoni Stolpe ein Gutachten über die Orgeln in den protestantischen Kirchen Warschaus. Im Jahr 1819 übernahm er in zwei Klassen des Warschauer Konservatoriums die Ausbildung zum Konzertpianisten. Daneben unterrichtete er Klavichord an der Szkola Dramatyczna. Zu seinen Schülern zählten Feliks Ostrowski, dem er eine Polonaise für Klavier widmete, und Tomasz Napoleon Nidecki. 1821 wurde er in die Freimaurerloge Rycerze Gwiazdy
aufgenommen.
Als Komponist trat Stolpe vor allem mit Polonaisen und Variationen hervor, so den Helena Ostrowska gewidmeten Dix variations pour le pianoforte (1807–08), der Polonaise pour le fortepiano avec accompagnement d’un flageolet, violon ou flűte... (1820), den Douze differentes danses... na fortepian (1823) und den Wariacje C-dur na skrzypce i fortepian (1823). Eine Sammlung seiner Polonaisen erschien um 1813 bei Breitkopf & Härtel in Leipzig. Er galt als exzellenter Komponist, dessen Werke mit denen Michał Kleofas Ogińskis verglichen wurden. Alojzy Stolpe war der Großvater des Komponisten Antoni Stolpe.